# 3. Panzergrenadier-Division
Pour les articles homonymes, voir 3e division.
La 3. Panzergrenadier-Division ou « 3e Panzergrenadier-Division » (littéralement en français : la « 3e division blindée de grenadiers ») était une division d'infanterie mécanisée (en allemand : Panzergrenadier-Division) de l'Armée de terre allemande (la Heer), au sein de la Wehrmacht, pendant la Seconde Guerre mondiale. 

## Historique

### Création
En octobre 1934, la « Kommandant von Frankfurt » est créée à Francfort-sur-l'Oder. Le 15 octobre 1935, L'état-major est renommé « 3. Infanterie-Division ». La division est mobilisée le 1er août 1939. 

### Campagne de Pologne
Quand l'invasion de la Pologne est lancée, la 3. Infanterie-Division fait partie du 2e corps d'armée, 4e armée, Heeresgruppe Nord (groupe d'armées Nord). La 4e armée est censée attaquer à travers le « corridor polonais » depuis la Poméranie dans le but de rejoindre la 3. Armee (3e armée) en Prusse orientale et isoler les troupes côtières polonaises dans la région de Dantzig. La zone de l'attaque de la 3. Infanterie-Division est la forêt de Tuchola, mal défendue par la 9e division d'infanterie polonaise et la brigade de cavalerie « Pomorska ». La division brise les défenses ennemies à Seenkette, entre Nandsburg et Mrotschen, et traverse la rivière Braha à l'ouest de Crone, d'où elle pousse jusqu'à la Vistule dans la région de Topólno-Grabowko. La 3. Infanterie-Division prend ensuite part à un combat de poursuite en direction de Modlin. Elle participe à des opérations de sécurité pour réduire la poche de Bzura entre Włocławek et Wyszogród, avant de combattre près de Plock et d'avancer vers Gostynin, terminant la campagne de Pologne dans les environs de Lowicz.
La division est transférée dans la région de l'Eifel, près de la frontière germano-luxembourgeoise.

### Campagne de France
Quand l'invasion de la France est lancée, la 3. Infanterie-Division appartient au III. Armee-Korps (3e corps d'armée), 12. Armee (12e armée), Heeresgruppe A (groupe d'armées A). Elle avance au Luxembourg et en Belgique jusqu'à la Meuse à Nouzonville, qu'elle traverse en combattant. Elle sécurise la zone située entre Évergnicourt et Balham, avant d'avancer jusqu'à Asfeld sur l'Aisne. Elle fait ensuite mouvement vers le canal du Centre dans la région de Châlons, et effectue des opérations de sécurité le long de la ligne de démarcation à la fin de la campagne.
Le 27 octobre 1940, la division est motorisée et devient la « 3. Infanterie-Division (mot.) ». Elle cède son « Infanterie-Regiment 50 » (sauf le II. Bataillon) à la 111e division d'infanterie.

### Campagne de Russie
La division prend part à la campagne en Union soviétique dans le secteur nord du front, avançant en direction de Leningrad (bataille du lac Ilmen, puis passage de la Lovat et prise de Demiansk). Plus tard, elle est déplacée plus au sud pour attaquer Moscou (prise de Naro-Fominsk sur la ligne Mojaïsk). Elle participe ensuite à des combats défensifs lors de la première contre-offensive d'hiver soviétique. Elle est transférée encore plus au sud au printemps 1942, pour prendre part aux batailles en Ukraine et dans la région du Don. La 3. Infanterie-Division (mot.) progresse vers Stalingrad, où elle est encerclée et détruite avec la 6e armée au début de l'année 1943.
La division est reformée au printemps 1943 dans le Sud de la France, en tant que « 3. Panzergrenadier-Division », à partir des quelques restes de la 3. Infanterie-Division (mot.) et de la 386. Infanterie-Division (mot.).

### Campagne d'Italie
Ensuite, la division est envoyée en Italie en juillet, où elle prend part aux batailles de Salerne, de Cassino, de la ligne « Bernhard » et d'Anzio, puis à la retraite vers Rome en mai-juin 1944. 

### Campagne de France
La 3. Panzergrenadier-Division est transférée à Florence à la fin juin 1944, puis envoyée près de Paris en août.
Le 3e bataillon du 29e régiment de Panzergrenadier de la 3. Panzergrenadier-Division se rend coupable du massacre de la vallée de la Saulx le 29 août 1944 : 86 morts, des centaines de maisons détruites. La peine de mort par contumace va ultérieurement être prononcée, le 28 mai 1952, contre l'Oberstleutnant Kurt Scheafer, le Hauptmann Gerhard Wehrmann et l’Oberfeldwebel Herbert Dullin.
Elle y est prise à partie par les Alliés, avant de prendre part à la retraite générale allemande de France et à des opérations dans Nancy et ses environs. 

Intégrée en septembre au XIIIe SS-Armeekorps du SS-Obergruppenführer Hermann Priess, la 3. Panzergrenadier-Division est mise à la disposition de la 1re armée qui assure la défense du Reich. La division est engagée immédiatement dans la bataille de Metz. 

Le 10 septembre 1944, la 5e division d’infanterie de la 3e armée du général Patton prend pied sur la rive ouest de la Moselle au sud de Metz, dans le secteur d’Arnaville, sous la conduite du colonel Yuill, commandant du 10e Combat Team. 

Le 12 septembre, la contre-attaque allemande est brutale et meurtrière. Le 37e SS-Panzergrenadier-Regiment de la 17e Panzergrenadier-Division, le 8e Panzergrenadier-Regiment et la 103e Panzer-Abteilung de la 3e Panzergrenadier-Division et le 115e Panzergrenadier-Regiment de la 15e Panzergrenadier-Division sont engagés aux côtés du bataillon Vogt de la 462e Infanterie-Division du général Krause pour contenir cette nouvelle tête de pont. Les combats sont acharnés et les troupes, tant américaines qu’allemandes, ne font pas de prisonniers. Les combats se poursuivent avec la même violence jusqu'au 23 septembre 1944. Pour distinguer les combattants allemands ayant participé à la bataille de Metz entre le 27 août et le 25 septembre 1944, Hitler crée ensuite, le 24 octobre 1944, la bande de bras Metz 1944.
Après ces combats très durs, la 3. Panzergrenadier-Division est placée en réserve à Metz, à la disposition de la 7e armée.

### Campagne d'Allemagne
La 3. Panzergrenadier-Division combat à Aix-la-Chapelle en novembre puis est retirée du front pour participer à la contre-offensive des Ardennes en décembre 1944 et janvier 1945.
Par la suite, elle défend le pont de Remagen lors de la bataille homonyme et la région de Cologne, où elle est encerclée par les Alliés dans la poche de la Ruhr, où elle capitule en avril.

## Théâtres d'opérations
- 1941-1942 : opération Barbarossa
  - 22 octobre 1941 au 22 janvier 1942 : bataille de Moscou.

- Campagne de France (1944) :
  - septembre 1944v: libération de Nancy ;
  - septembre-novembre 1944 : bataille de Metz ;
  - décembre 1944 : bataille des Ardennes.

## Composition
| En 1939 - Infanterie-Regiment 8 - Infanterie-Regiment 29 - Infanterie-Regiment 50 - Artillerie-Regiment 3 - I. Gruppe/Artillerie-Regiment 39 - Aufklärungs-Abteilung 3 - Panzerabwehr-Abteilung 3 - Pionier-Bataillon 3 - Nachrichten-Abteilung 3 - Beobachtungs-Abteilung 3 - Feld-Ersatz-Bataillon 3 | En novembre 1940 - Infanterie-Regiment (mot.) 8 - Infanterie-Regiment (mot.) 29 - Artillerie-Regiment (mot.) 3 - Aufklärungs-Abteilung (mot.) 53 - Kradschützen-Bataillon 53 - Panzer-Jäger-Abteilung 3 - Pionier-Bataillon (mot.) 3 - Nachrichten-Abteilung (mot.) 3 | De juillet 1943 à avril 1945 - Panzer-Grenadier-Regiment 8 - Panzer-Grenadier-Regiment 29 - Panzer-Aufklärungs-Abteilung 103 - Panzer-Abteilung 103 - Panzer-Jäger-Abteilung 3 - Artillerie-Regiment (mot.) 3 - Fliegerabwehr-Abteilung 312 (Groupe de Flak) |

## Commandants
- Generalmajor Curt Haase (15 octobre 1935 - 7 mars 1936)
- Generalleutnant Walter Petzel (7 mars 1936 - 10 novembre 1938)
- Generalleutnant Walter Lichel (10 novembre 1938 - 1er octobre 1940)
- Generalleutnant Paul Bader (1er octobre 1940 - 25 mai 1941)
- Generalleutnant Curt Jahn (25 mai 1941 - 1er avril 1942)
- Generalmajor Helmuth Schlömer (1er avril 1942 - 17 janvier 1943)
- Oberst Jobst Freiherr von Hanstein (18 janvier 1943 - février 1943)
- Generalmajor Fritz-Hubert Gräser (printemps 1943 - 1er juin 1944)
- Generalleutnant Hans-Günther von Rost (1er juin 1944 - 25 juin 1944)
- Generalmajor Hans Hecker (25 juin 1944 - 3 octobre 1944)
- Generalmajor Kurt Cuno (octobre 1944)
- Oberst Emanuel von Kiliani (octobre 1944)
- Generalleutnant Walter Denkert (octobre 1944 - avril 1945)